# Neusticomys
Neusticomys is een geslacht van zoogdieren uit de familie van de Cricetidae. De wetenschappelijke naam van het geslacht werd in 1921 gepubliceerd door Anthony.

## Soorten
Er worden 3 soorten in dit geslacht geplaatst:
- Neusticomys monticolus H. E. Anthony, 1921
- Neusticomys orcesi (P. D. Jenkins & Barnett, 1997)
- Neusticomys vossi Hanson, D'Elía, Ayers, Cox, Burneo, & Lee, 2015